# Distretto di Antonio Raymondi
Il distretto di Antonio Raymondi è un distretto del Perù nella provincia di Bolognesi (regione di Ancash) con 1.193 abitanti al censimento 2007 dei quali 332 urbani e 861 rurali.
È stato istituito il 24 aprile 1962.